# 千禧金龍
23°56′13″N 120°42′01″E / 23.937050°N 120.700369°E
千禧金龍，是2000年臺北燈會主燈，燈會結束後永久保存在南投縣南投市中興新村國史館臺灣文獻館文物大樓左側。

## 造型設計
2000年臺北燈會主燈「千禧金龍」是由基型堂設計造型、瑞益公司承製外觀、立本公司負責聲光表演。依時任觀光局局長張學勞表示，製作費達新台幣1000萬元。
「千禧金龍」材質為不鏽鋼，高17公尺與寬18公尺，重近10噸。造型上以龍身環抱地球是寓意「龍騰世界」、「蒼生得福」、同時也慶祝贊助商中華電信開拓網路世界的成就。
在燈會時間，是以晚間6時至11時每隔半小時表演一次。表演時間包括燈光、雷射、乾冰噴霧，共3分鐘。主燈展演的「遊龍戲霄漢」、「霞蔚彩雲蒸」、「隨風潛入夜」、「潤物細無聲」、「陽春布德澤」、「萬福歸蒼生」這些步驟中，先以龍眼射出綠光，中途以金黃紅綠的雷射光交互變化，最後從頭、背及爪同時向夜空射出光芒。配合的音樂是黃新財編曲，並由國立藝術學院學生演奏。為求創新，除主座可以做360度旋轉外，地球、脖、爪、尾皆能各自轉動。

## 燈會啟用
2000年1月12日，觀光局公布主燈「千禧金龍」模型。次日下午1點，由觀光局長張學勞與捐贈單位中華電信總經理呂學錦共同主持安座儀式，並請並請國立臺灣大學教授郭文夫進行祈福、教授楊政河依《易經》訂出吉時。16日晚，進行首次試燈，以調整光色。2月19日晚上7點，在大雨中，總統李登輝觸摸水晶球作開燈。和總統一起主持主燈點燈儀式的官員，還有交通部長林豐正、行政院大陸委員會主委蘇起、行政院文化建設委員會主委林澄枝、教育部長楊朝祥等人。

## 永久保存
1999年7月14日，苗栗文化中心等單位在三義鄉公所召開協調會，鄉籍縣議員薛永衡等提出認養龍年台北元宵燈會主題燈的構想，以安置在三義交流道附近。9月27日，精省後省政府第二次主管會報上，新上任的臺灣省文獻委員會主任委員楊正寬，對省主席趙守博建議將「千禧金龍」安置在園區。當時，臺灣省文獻委員會計畫在次年台灣史蹟源流館開館，舉行冠為「龍的傳人」的歷史人物事件特展。30日，楊正寬就到以前服務的交通部觀光局霧峰辦公室，向觀光局副局長許文聖說明來意後，翌日10月1日獲局長張學勞同意。在該年，張學勞還一度考慮為撫平九二一地震災民，將2000年燈會改在中臺灣。12月13日，中華電信同意燈會結束後該主燈由臺灣省文獻委員會認養。
2000年2月27日，燈會落幕時，觀光局國際組組長脫宗華表示，主燈將移到台灣省文獻會歷史文物園區。翌日28日晚，「千禧金龍」的龍頭就由承包商瑞益金屬運到園區廣場以寓意著「好彩頭」，接著陸續搬運，於3月1日組裝完成。3月3日晚，雲狀基座安裝完成。3月4日下午2時，在風水稱為「青龍」的園區左側舉行揭碑，邱創煥等參與。